# Marc Leboucher
Pour les articles homonymes, voir Leboucher.
Pour l'essayiste, voir Marc Leboucher.

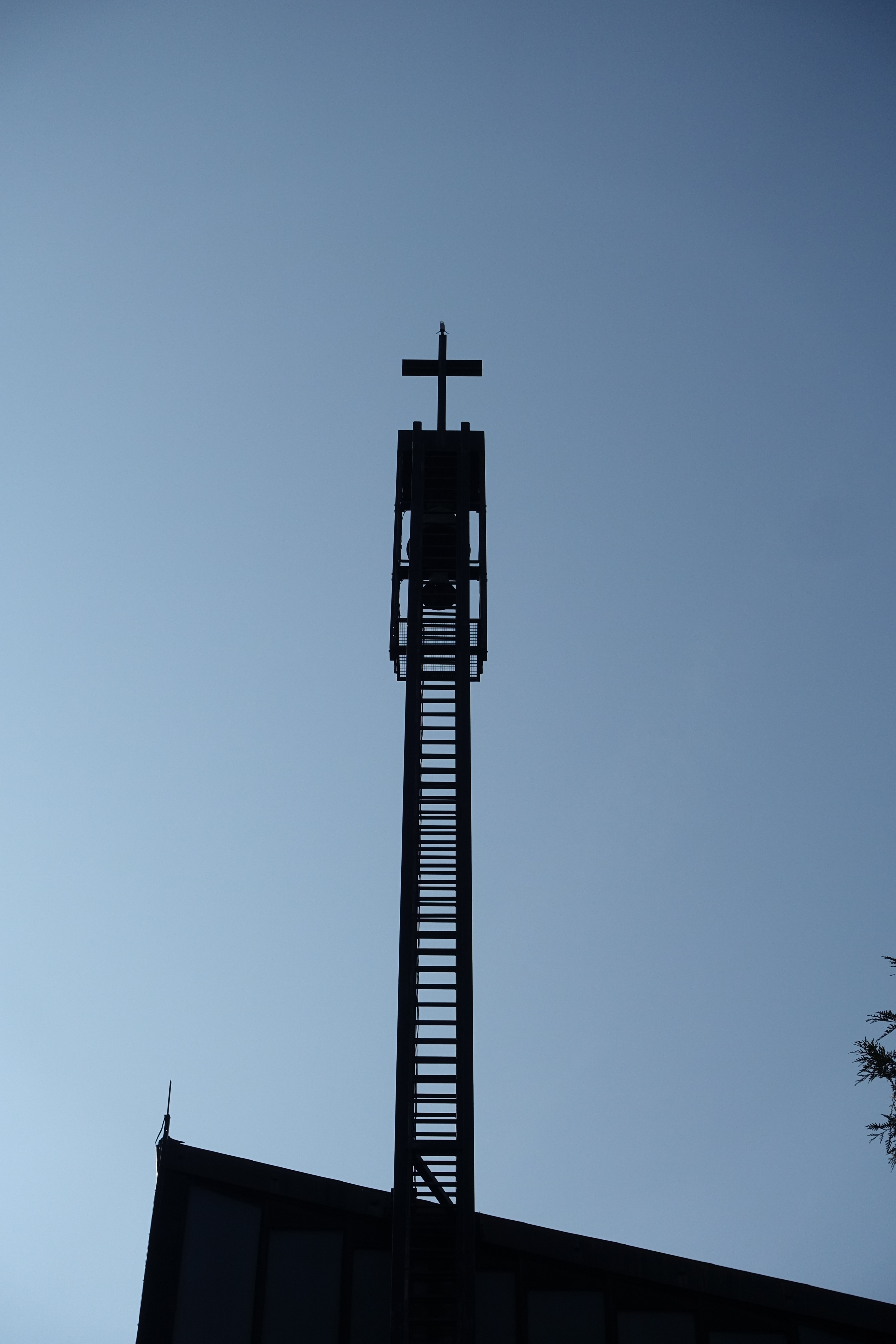
Église Saint-Eloi inaugurée en 1968, architecte : Marc Leboucher

Marc Leboucher, né le 28 juillet 1909 à Saint-Malo et mort le 3 janvier 2000 à Brest, est un architecte et urbaniste français du XXe siècle.

## Biographie
Il mène à partir de 1958 la rénovation de l'Îlot Saint-Éloi (Paris 12e). Il réalise d’abord un diagnostic approfondi de l’îlot, puis propose le plan-masse général de l’opération. 
Dans la même période, il est chargé de l'aménagement de la ZUP de la place des Fêtes (Paris 19e)

## Réalisations
- 1958 : rénovation de l'îlot Saint-Eloi (Paris 12e)
- 1958 : aménagement de la ZUC de la place des fêtes.
- 1968 : construction de l'église Saint-Éloi (Paris 12e)